# Línea C-2 (Cercanías Málaga)
La línea C-2 de Cercanías Málaga recorre 38 km a través del valle del río Guadalhorce entre Málaga y Álora (provincia de Málaga (Andalucía, España). En su recorrido atraviesa los términos municipales de Málaga (5 estaciones), Cártama (2 estaciones), Pizarra (1 estación) y Álora (1 estación).

## Recorrido
Esta línea tiene su origen en la estación de Málaga-Centro-Alameda, situada en el centro de Málaga. La siguiente parada es la estación de Málaga-María Zambrano, principal estación ferroviaria de la capital provincial y parada de trenes de media, larga distancia, AVE así como intercambiador con bus y con el Metro de Málaga. Se dirige hacia el norte por el valle del río Guadalhorce usando las vías de la línea férrea convencional Córdoba-Málaga hasta Álora, atravesando barrios septentrionales de Málaga y los términos municipales de Cártama y Pizarra. 
Comparte tres estaciones con la línea C-1 en su tramo inicial: Málaga-Centro-Alameda, Málaga-María Zambrano y Victoria Kent; siendo esta última la que facilita el trasbordo entre ambas líneas para trayectos entre el Valle del Guadalhorce y la Costa del Sol Occidental.

## Características
La línea C-2 circula por una línea ferroviaria de ancho ibérico y vía única electrificada compartiendo vías con Renfe Media Distancia y algunos trenes de largo recorrido. La mayor parte de su recorrido lo hace por el exterior aunque posee algunos túneles para superar la accidentada orografía del valle que atraviesa.

## Mejoras
Desde que se abriera al público la L.A.V. Córdoba-Málaga, el tráfico de largo recorrido ha experimentado un importante descenso en la línea clásica, lo que permite mejorar las frecuencias de paso de los cercanías a 90 min. La frecuenda puede reducirse hasta los 24 minutos siempre que se alcance la cobertura del 50%. Durante mediados del año 2010 experimentó un aumento de los mil anteriores a dos mil viajeros diarios.

### Extensión a El Chorro-Caminito del Rey
En octubre de 2022, se anunció la llegada de la red de Cercanías Málaga a la estación de El Chorro-Caminito del Rey, ampliando la línea C-2 desde la estación de Álora, que entraría en vigor con los PGE de 2023.
Aun así, finalmente esta extensión no se materializó, y en su lugar se creó una línea de proximidad. Esta línea recorre desde Málaga hasta el Caminito del Rey con una decena de trenes diarios, pero generalmente en trenes semidirectos. Cuatro de los trenes recorren las paradas de Málaga Centro Alameda, Málaga María Zambrano, Victoria Kent, Los Prados, Campanillas, Cártama, Aljaima, Pizarra, Álora, Las Mellizas y El Chorro, mientras que los demás comienzan en María Zambrano y siguen directos hasta parar en Alora, Las Mellizas y El Chorro.
Debido a que no es cercanías (aunque los viajeros que viajen entre dos estaciones del núcleo pueden usar estos servicios), cualquier trayecto que termine o comience en Las Mellizas o El Chorro está sujeto a una tarifa fija, pero más alta que Cercanías. Además, los bonos de Cercanías Málaga no son válidos para Proximidad.

## Intermodalidad
En la actualidad, se puede utilizar el Billete Único (tarjeta monedero del Consorcio de Transporte Metropolitano del Área de Málaga) como medio de pago en las máquinas autoventas ubicadas en las estaciones de las dos líneas de Cercanías. Esta tarjeta se puede utilizar además en los autobuses interurbanos del área metropolitana, así como los autobuses urbanos de Málaga (EMT), las dos líneas urbanas de autobús de Alhaurín de la Torre y en el Metro de Málaga.
Líneas de autobús interurbano desde las que se puede acceder a paradas realizadas por la línea C-2:

### Líneas de autobuses urbanos
Líneas:25 Paseo Parque - Maqueda Campanillas EMT Málaga 
Líneas:19: Paseo Parque -Ortega Gasset -Campanillas EMT Málaga 
| Líneas interurbanas | Líneas interurbanas                                         | Líneas interurbanas  | Líneas interurbanas |
| Línea               | Trayecto                                                    | Recorrido y Horarios | Plano               |
| ------------------- | ----------------------------------------------------------- | -------------------- | ------------------- |
| M-112               | Málaga-Mijas                                                | Recorrido y Horarios | Plano               |
| M-113               | Málaga-Fuengirola (Directo)                                 | Recorrido y Horarios | Plano               |
| M-130               | Málaga-Santa Rosalía                                        | Recorrido y Horarios | Plano               |
| M-131               | Málaga-Estación de Cártama                                  | Recorrido y Horarios | Plano               |
| M-132               | Málaga-Alhaurín el Grande                                   | Recorrido y Horarios | Plano               |
| M-131               | Málaga-Alhaurín de la Torre-Pinos de Alhaurín               | Recorrido y Horarios | Plano               |
| M-135               | Málaga-Santa Amalia                                         | Recorrido y Horarios | Plano               |
| M-136               | Cártama-Alhaurín de la Torre-Plaza Mayor                    | Recorrido y Horarios | Plano               |
| M-137               | Gibralgalia-Pizarra                                         | Recorrido y Horarios | Plano               |
| M-143               | Alhaurín de la Torre-Teatinos                               | Recorrido y Horarios | Plano               |
| M-144               | Gibralgalia-El Sexmo                                        | Recorrido y Horarios | Plano               |
| M-151               | Málaga-Casabermeja-Arroyo Coche                             | Recorrido y Horarios | Plano               |
| M-161               | Málaga-Totalán                                              | Recorrido y Horarios | Plano               |
| M-162               | Málaga-Olías                                                | Recorrido y Horarios | Plano               |
| M-166               | Los Rubios-Rincón de la Victoria-Teatinos                   | Recorrido y Horarios | Plano               |
| M-230               | Málaga-Coín (por Alhaurín de la Torre y Alhaurín el Grande) | Recorrido y Horarios | Plano               |
| M-231               | Málaga-Pizarra-Álora                                        | Recorrido y Horarios | Plano               |
| M-232               | Coín-Málaga (por Alhaurín el Grande y Cártama)              | Recorrido y Horarios | Plano               |
| M-233               | Málaga-Pizarra-Álora                                        | Recorrido y Horarios | Plano               |
| M-234               | Málaga-Pizarra                                              | Recorrido y Horarios | Plano               |
| M-250               | Málaga-Almogía-Pastelero                                    | Recorrido y Horarios | Plano               |
| M-251               | Málaga-Colmenar                                             | Recorrido y Horarios | Plano               |
| M-253               | Málaga-Casabermeja-Antequera                                | Recorrido y Horarios | Plano               |
| M-260               | Málaga-Vélez Málaga (por Torre de Benagalbón)               | Recorrido y Horarios | Plano               |
| M-261               | Málaga-Benagalbón-Moclinejo                                 | Recorrido y Horarios | Plano               |
| M-262               | Málaga-Benagalbón-Almáchar                                  | Recorrido y Horarios | Plano               |
| M-320               | Málaga-Marbella                                             | Recorrido y Horarios | Plano               |
| M-330               | Málaga-Zalea-El Burgo                                       | Recorrido y Horarios | Plano               |
| M-331               | Málaga-Zalea-Ronda                                          | Recorrido y Horarios | Plano               |
| M-332               | Málaga-Zalea-Algodonales                                    | Recorrido y Horarios | Plano               |
| M-333               | Málaga-Zalea-Alozaina                                       | Recorrido y Horarios | Plano               |
| M-340               | Álora-Bermejo-El Chorro                                     | Recorrido y Horarios | Plano               |
| M-341               | Álora-Venta Tendilla                                        | Recorrido y Horarios | Plano               |
| M-342               | Álora-Estación de Álora                                     | Recorrido y Horarios | Plano               |
| M-343               | Álora-Polígono industrial                                   | Recorrido y Horarios | Plano               |
| M-360               | Málaga-Olías-Comares                                        | Recorrido y Horarios | Plano               |
| M-362               | Málaga-Nerja (por Torre Benagalbón)                         | Recorrido y Horarios | Plano               |
| M-363               | Málaga-Torrox (por Torre Benagalbón)                        | Recorrido y Horarios | Plano               |
| M-364               | Málaga-Periana (por Torre Benagalbón)                       | Recorrido y Horarios | Plano               |
| M-365               | Málaga-Riogordo (por Torre Benagalbón)                      | Recorrido y Horarios | Plano               |